# Mogi Mirim
Mogi Mirim é um município da região leste de São Paulo, no Brasil. O município é formado pela sede e pelo distrito de Martim Francisco.

## Toponímia

Do tupi: mboîa, cobra, e 'y, rio. Mirim é o adjetivo "pequeno". Os dois primeiros termos estão em relação genitiva, o que dá a ideia de origem, pertencimento, e enseja a inversão dos termos (conforme indicam as setas). A composição resultante seria mboîy. A semivogal î pode ter som de "gê" em início de sílaba; daí a origem desse som no topônimo.

"Mogi Mirim" se originou do tupi antigo, por meio da composição entre mboîa (cobra), 'y (rio) e mirĩ (pequeno), a significar "pequeno rio das cobras", em referência ao rio Mogi Mirim.

## História
Numa região que era habitada por índios caiapós o povoado iniciou-se por volta de 1720, com a passagem de bandeirantes paulistas que se dirigiam ao estado de Goiás em busca de ouro, através do antigo caminho de Goyaz. O arraial de Mojimirim já possuía bom número de habitantes em 29 de julho de 1747, quando começaram a ser cavados os alicerces da primitiva igreja Matriz de São José.
A freguesia foi criada em 1751, desmembrada da freguesia de Nossa Senhora da Conceição do Campo, atual Mogi Guaçu. A elevação da freguesia de São José de Mogi Mirim a vila se deu em 22 de outubro de 1769, após cisão do município de Nossa Senhora do Desterro do Mato Grosso de Jundiaí.
A vila de São José de Mogi Mirim passou a abranger um enorme território, com limites no rio Atibaia e no rio Grande, este na divisa entre São Paulo e Minas Gerais. Com o passar do tempo, foram se formando arraiais e povoados como Franca, Casa Branca, Mogi Guaçu, Itapira, São João da Boa Vista, Serra Negra, Pinhal e inúmeros outros.
Pela lei número dezessete, de 3 de abril de 1849, o presidente da província de São Paulo, padre Vicente Pires da Mota, elevou a vila de Mogi Mirim à categoria de cidade. Por lei provincial de 17 de julho de 1852, Mogi Mirim passou a ser sede de comarca.
Em 1886, os fazendeiros de Mogi Mirim começaram a angariar o trabalho de imigrantes estrangeiros, principalmente italianos, espanhóis e, posteriormente, sírio-libaneses e japoneses), que tiveram importante participação nas plantações de café e de algodão e nas ferrovias da Companhia Mogiana de Estradas de Ferro.

### Ferrovias

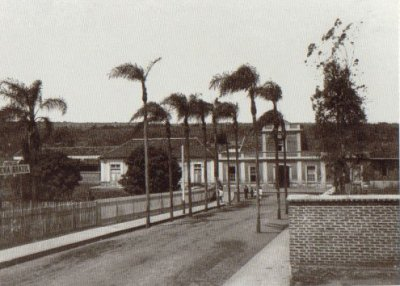
Foto do álbum da Companhia Mogiana.

Uma grande parte da história de Mogi Mirim está em sua ferrovia, que teve sua inauguração (ainda sem trilhos) na data de 27 de agosto de 1875, por Dom Pedro II e que foi terminada em 1886, na altura da estação de Entroncamento. Desde então, foram feitas várias reformas, tornando o leito da linha atual muito diferente do original em praticamente toda a sua extensão.
Suas modificações mais significativas foram feitas nos anos de 1926, 1929, 1951, 1969, 1964, 1972, 1973 e 1979, sendo que colocaram-se novas versões nos trechos reformados. A partir de 1971, a linha integrou-se à Ferrovia Paulista SA (FEPASA). Atualmente, a ferrovia existente no município está sob concessão da Rede Ferroviária Federal.

#### Estação

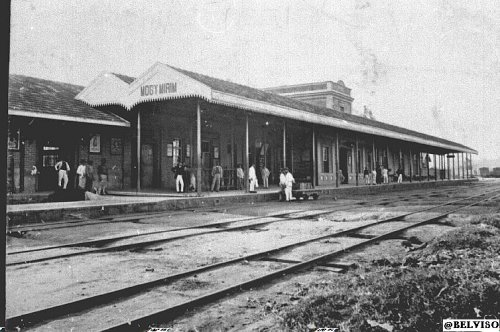
Estação de Mogi Mirim, lado da plataforma, anos 1910.

Inaugurada em 1875, a Estação Ferroviária de Mogi Mirim foi uma das primeiras da extinta Companhia Mogiana de Estradas de Ferro. Fica próxima à área central da cidade e foi desativada em 1979, quando as companhias paulistas já haviam sido reunidas na Fepasa. A desativação se deu em consequência da remoção das linhas férreas do centro da cidade para ponto localizado na zona leste, no contexto da redefinição do trecho de Guedes a Mato Seco.
Dessa estação, saía o Ramal de Itapira, que chegava até Jacutinga. Fora do centro urbano, foi construída uma nova estação ferroviária na variante pela Fepasa, para atendimento de passageiros.
O novo terminal funcionou primeiramente como um vagão adaptado em uma plataforma e posteriormente como uma estação definitiva, que operou entre 1988 e 1997, quando os trens de passageiros foram desativados na variante. Alguns anos depois, a nova e pequena estação da cidade foi demolida.
A antiga estação foi incorporada ao patrimônio da prefeitura na ocasião da construção do trecho inicial da avenida Adib Chaib. Foi reformada e modernizada em 2007, sendo, atualmente, sede de alguns órgãos públicos municipais.
A estação já serviu como terminal de ônibus urbanos, como sede da guarda Municipal e como sede do departamento de educação, entre outras finalidades. Em agosto de 2006, iniciou-se a restauração da antiga estação, para transformá-la em uma unidade de educação, obedecendo ao projeto do arquiteto Eduardo Lima, que alterou algumas características originais da estação ferroviária. Atualmente, fica ao lado do espaço Cidadão.

### Formação territorial-administrativa
Histórico da formação do município:
- Distrito criado com a denominação de São José de Mogi-Mirim, por Provisão de 01/11/1751, subordinado a vila de Jundiaí.
- Elevado à categoria de município com a denominação de Mogi-Mirim, por Ordem Régia de 11/10/1769, desmembrado da antiga vila de Jundiaí. Constituído da sede e da freguesia de Mogi Guaçu. Instalado em 22/10/1769.
- Por volta de 1775 é criada a freguesia de Caconde, com a antiga capela de Nossa Senhora da Conceição de Caconde.

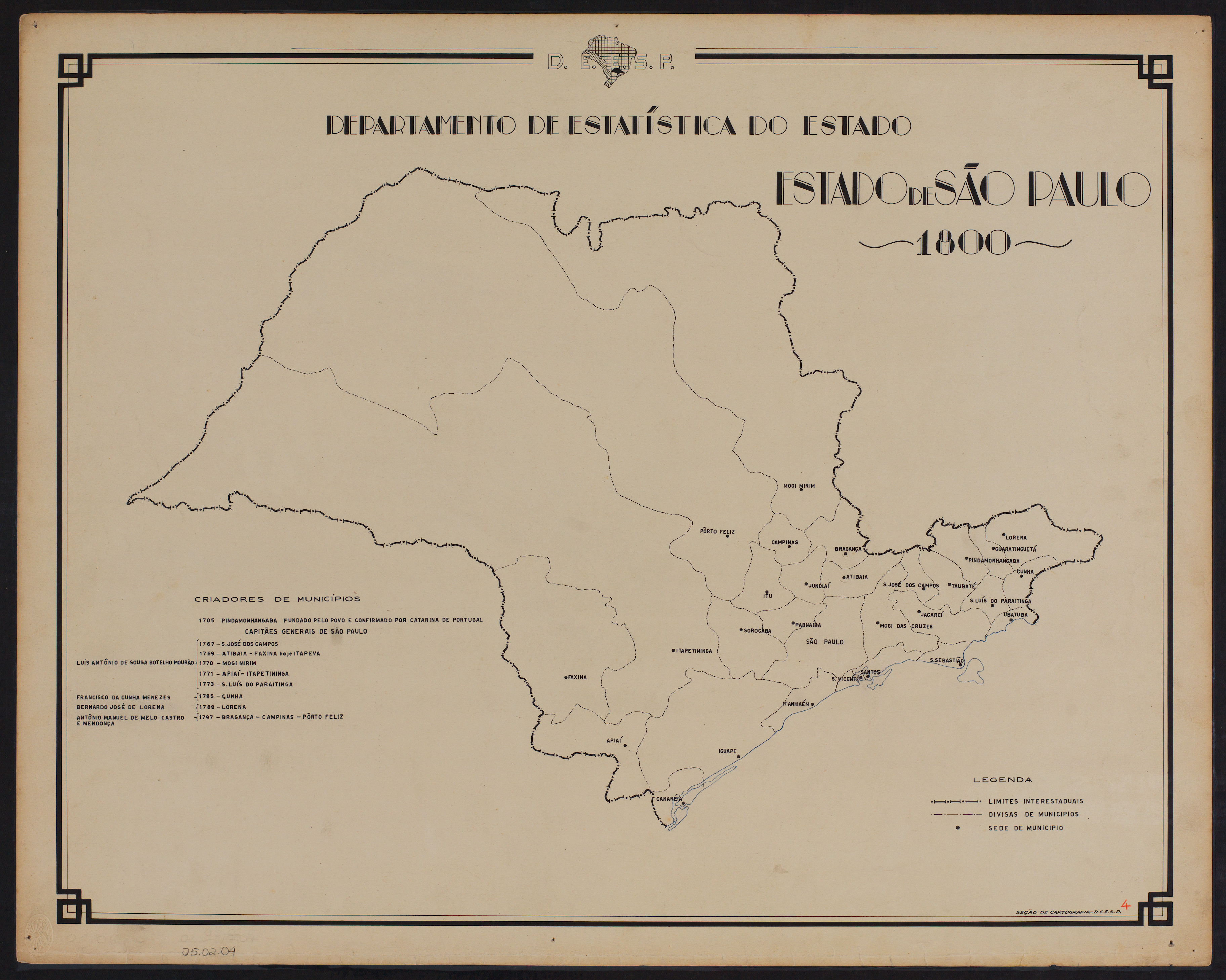
Estado de São Paulo (1800).

- Por volta de 1804 é criada a freguesia de Franca, com a antiga povoação de Nossa Senhora da Conceição.
- Pela Resolução de 15/03/1814 é criada a freguesia de Batatais.
- Pelo Alvará de 25/10/1814 é criada a freguesia de Casa Branca.
- A Portaria de 31/10/1821 desmembra do município a freguesia de Franca, elevada à município, e transfere a freguesia de Batatais para esse município.
- Pela Lei n.º 17, de 28/02/1838, é criada a freguesia de São João da Boa Vista, com a capela de São João do Jaguari.
- A Lei n.º 15, de 25/02/1841, desmembra do município a freguesia de Casa Branca, elevada à município, e transfere a freguesia de Caconde para esse município.
- Pela Lei n.º 23, de 12/03/1841, é criada a freguesia de Serra Negra, com a antiga capela de Nossa Senhora do Rosário de Serra Negra.
- Pela Lei n.º 13, de 04/03/1842, é criada a freguesia de Pirassununga, com a antiga capela de São Bom Jesus dos Aflitos de Pirassununga, que foi transferida logo após para o município de Limeira pela Lei n.º 25, de 08/03/1842.
- Pela Lei n.º 21, de 28/02/1844, é incorporada a freguesia de Descalvado, que pertencia ao município de Araraquara, que foi transferida logo após para o município de Rio Claro pela Lei n.º 13, de 07/03/1845.
- Pela Lei n.º 1, de 08/02/1847, é criada a freguesia de Nossa Senhora da Penha (atual Itapira).
- Elevado à condição de cidade com a denominação de Mogi-Mirim, pela Lei Provincial n.º 17, de 03/04/1849.
- A Lei n.º 4, de 02/03/1858, desmembra do município a freguesia de Nossa Senhora da Penha, elevada à município com o nome de Penha do Rio do Peixe, hoje Itapira.
- A Lei n.º 12, de 24/03/1859, desmembra do município as freguesias de São João da Boa Vista e Serra Negra, elevadas à município.
- Pela Lei n.º 3, de 24/03/1860, é criada a freguesia de Pinhal, com a antiga capela do Espírito Santo do Pinhal.
- As Leis n.º 16 e n.º 17, de 09/04/1877, desmembram do município as freguesias de Mogi Guaçu e Pinhal, elevadas à município.
- Pela Lei Estadual n.º 179, de 16/08/1893, é criado o distrito de Posse.
- Pela Lei Estadual n.º 433, de 05/08/1896, é criado o distrito de Jaguari.
- Pela Lei Estadual n.º 1.542, de 30/12/1916, é criado o distrito de Artur Nogueira.
- Pela Lei Estadual n.º 1.725, de 30/12/1919, é criado o distrito de Conchal.
- Pelo Decreto-lei Estadual n.º 9.775, de 30/11/1938, o distrito de Posse passou a denominar-se Posse de Ressaca.

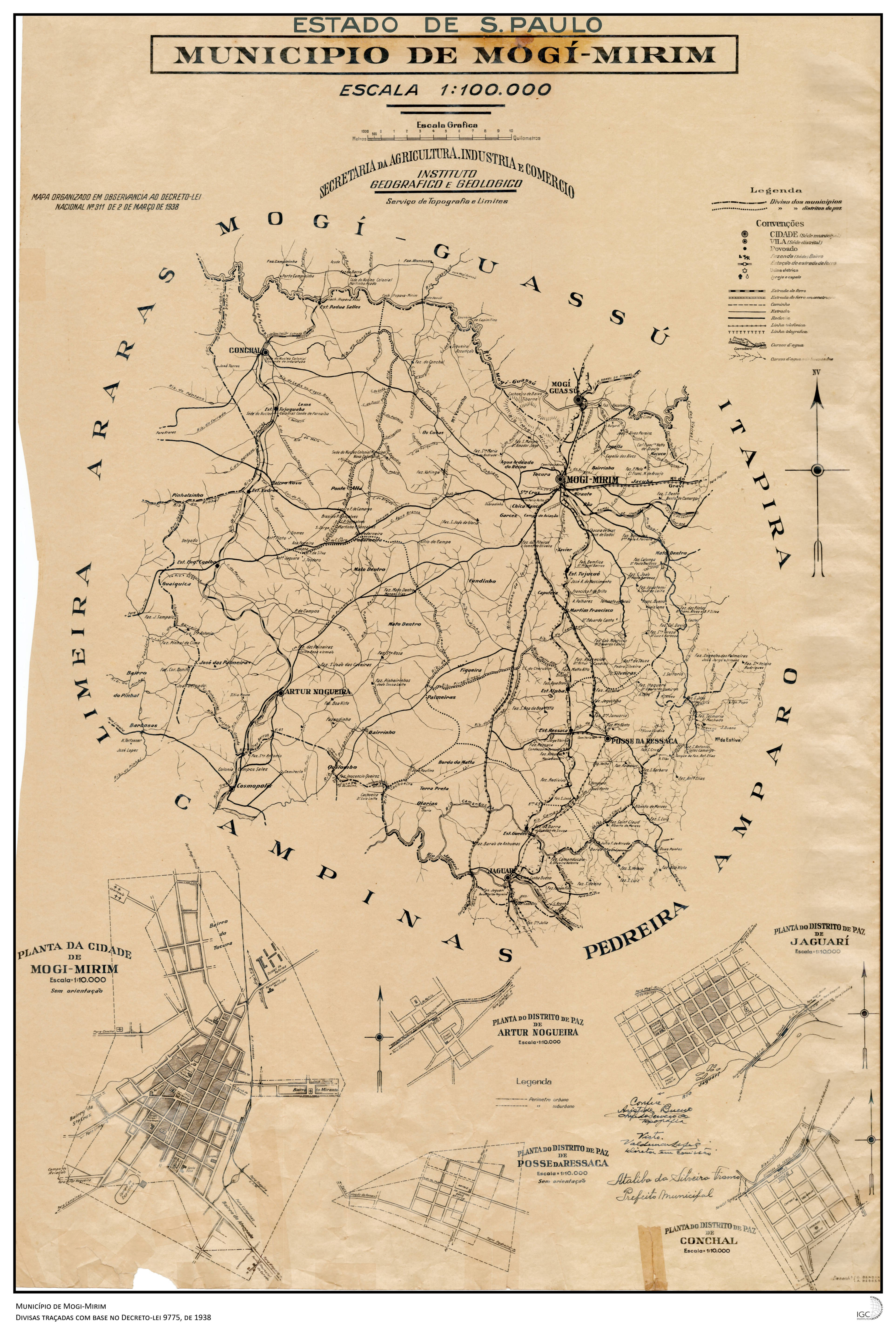
Mapa de Mogi Mirim (1938).

Nessa época o município de Mogi Mirim já havia perdido a maioria de sua área territorial, ficando reduzida à 1.264 quilômetros quadrados desde à época imperial, sendo apenas o 53º maior município do estado em 1938.
- Pelo Decreto-lei Estadual n.º 14.334, de 30/11/1944, o município de Mogi-Mirim passou a grafar Mogi Mirim e o distrito de Jaguari a denominar-se Jaguariúna, além de perder terras para a formação do município de Cosmópolis.
- A Lei Estadual n.º 233, de 24/12/1948, desmembra do município os distritos de Conchal e Artur Nogueira, elevando-os à categoria de município.
- A Lei Estadual n.º 2.456, de 30/12/1953, desmembra do município os distritos de Jaguariúna e Santo Antônio de Posse (ex-Posse de Ressaca), elevando-os à categoria de município.
- Pela Lei Estadual n.º 3.198, de 23/12/1981, é criado o distrito de Martim Francisco.
- Pela Lei Estadual nº 15.443, de 09/06/2014, fica oficializada a grafia do nome da cidade de Mogi Mirim com “G”, por se tratar de topônimo de tradição secular.

## Geografia

### Hidrografia
- Rio Mogi Mirim, afluente do Rio Mogi-Guaçu

### Rodovias
- SP-340: interliga Campinas e o sul de Minas Gerais. Cruza Mogi Mirim pelo lado oeste
- SP-191: interliga Mogi Mirim a Araras e Rio Claro
- SP-147: interliga Mogi Mirim a Limeira (oeste) e Itapira (leste)

### Ferrovias
- Variante Guedes-Mato Seco da Ferrovia Paulista S/A (FEPASA): interliga Jaguariúna a Mogi-Guaçu, cruzando Mogi Mirim ao leste.[18][19][20][21][22]

## Demografia

### População
| Crescimento populacional                             | Crescimento populacional | Crescimento populacional | Crescimento populacional |
| Ano                                                  | População Total          |                          | %±                       |
| ---------------------------------------------------- | ------------------------ | ------------------------ | ------------------------ |
| 1872                                                 | 21 468                   |                          |                          |
| 1890                                                 | 15 075                   |                          | −29,8%                   |
| 1900                                                 | 19 632                   |                          | 30,2%                    |
| 1910                                                 | 32 046                   |                          | 63,2%                    |
| 1920                                                 | 37 700                   |                          | 17,6%                    |
| 1925                                                 | 44 022                   |                          | 16,8%                    |
| 1934                                                 | 42 442                   |                          | −3,6%                    |
| 1937                                                 | 45 374                   |                          | 6,9%                     |
| 1940                                                 | 40 625                   |                          | −10,5%                   |
| 1946                                                 | 51 064                   |                          | 25,7%                    |
| 1950                                                 | 29 783                   |                          | −41,7%                   |
| 1958                                                 | 24 190                   |                          | −18,8%                   |
| 1960                                                 | 27 783                   |                          | 14,9%                    |
| 1970                                                 | 36 301                   |                          | 30,7%                    |
| 1980                                                 | 50 633                   |                          | 39,5%                    |
| 1991                                                 | 64 753                   |                          | 27,9%                    |
| 2000                                                 | 81 467                   |                          | 25,8%                    |
| 2010                                                 | 86 505                   |                          | 6,2%                     |
| 2022                                                 | 92 558                   |                          | 7,0%                     |
| Est. 2024                                            | 95 534                   | [ 23 ]                   | 3,2%                     |
| Fontes: Censos Demográficos IBGE e Estimativas SEADE |                          |                          |                          |

### Índices
Mortalidade infantil até um ano (por mil nascidos vivos em 2009): 6,7
IDH-M 2000=0,825
IDH-M Renda=0,781
IDH-M Longevidade=0,794
IDH-M Educação=0,710

## Política e administração
- Prefeito: Paulo de Oliveira e Silva (PDT, 2021 – 2024)
- Vice-prefeita: Maria Alice Mostardinha (SD)
- Presidente da câmara: Dirceu da Silva Paulino (Solidariedade)

### Subdivisões
O município de Mogi Mirim é subdividido em 120 bairros e um distrito, Martim Francisco.

### Cidades-irmãs
- Mogi Guaçu[28]

## Economia

### Setor industrial
Mogi Mirim possui dois distritos industriais:
- José Marangoni, localizado à margem da rodovia SP-147, em local antigamente conhecido como Parque da Empresa.
- Luiz Torrani, localizado às margens da rodovia SP-340.

O setor é diversificado, com indústrias de vários ramos:
- Metalurgia e autopeças: Lindsay, Fundição Regali Brasil, Eaton, Sabó, Tenneco, Metal 2, Allevard Molas, Forusi Metais Sanitários, Cortag, DAB Automotiva, Enaplic, Layr Fornos, Baumer.
- Elétrica: Super Watts, Eletrofer, Isotrafo, Fermogi, Balestro, Marangoni, .
- Alimentos e bebidas: Mars, AmBev.
- Calçados: Alpargatas.
- Papeleiro: Sulamericana.
- Pneus e Borracha: Grupo Morecap, Moregreen Pisos Ecológicos.

### Setor agrícola
O setor agrícola também é importante, em razão de grandes plantações de mandioca e de laranja.[carece de fontes?]

### Setor de serviços
O setor de serviços conta com sedes de empresas tais como:
- Barros Auto Peças - distribuidora de autopeças.
- Grupo Santa Cruz - conglomerado empresarial de transportes composto pela Viação Santa Cruz, Expresso Cristália, Nasser e Transul.
- Renovias - concessionária do grupo CCR.
- Cemirim - empresa de distribuição de energia.
- Itaú CTMM - Data Center do Itaú Unibanco .[29]

### Setor comercial
O setor comercial é bem estruturado, possuindo em seu comércio grandes redes de lojas e bancos, como exemplo:
- Havan[30]
- Montreal Magazine[31]
- Bradesco
- Agibank
- Park Shopping Mogi - futuro e primeiro shopping da cidade[32]

## Infraestrutura

### Saneamento
A Estação de Tratamento de Esgoto de Mogi Mirim: 75% de esgoto tratado no município e 90% de esgoto tratado na área urbana, e é de responsabilidade do Serviço Autônomo de Água e Esgoto (SAAE).

### Educação
- Educação Básica:
  - Escola Técnica Pedro Ferreira Alves[33]
  - CEL - Centro de Estudo de Línguas (Escola Estadual Monsenhor Nora)
- Educação Superior:
  - Fatec Mogi Mirim "Arthur de Azevedo"[34]
  - Faculdade Santa Lúcia (Associação Educacional e Assistencial Santa Lúcia)[35]

### Saúde
- Serviço de Reabilitação da Rede Lucy Montoro, gerido pelo Instituto de Responsabilidade Social Sírio-Libanês
- Hospital 22 de Outubro
- Hospital Santa Casa de Misericórdia de Mogi Mirim
- CEM - Centro de Especialidades Médicas
- SAMU - Serviço de Atendimento Móvel de Urgência - 192

### Comunicações

#### Telefonia
O sistema de telefones automáticos foi inaugurado na cidade pela Companhia Telefônica Brasileira (CTB) em 1970. Já o sistema de discagem direta à distância (DDD) foi implantado em 1977 pela Telecomunicações de São Paulo (TELESP) com o código de área (0192).
Na década de 90 o código DDD da cidade foi alterado para (019), para padronização do sistema telefônico com a telefonia celular que estava sendo implantada em todo o estado.

#### Jornais
Possui quatro jornais:
- A Comarca[39]
- O Impacto[40]
- O Popular[41]
- Grande Jogada[42]

#### Redes de televisão
- STV Mogi Mirim, antiga SecTV[43]
- Mogi Play (Web TV)[44]

#### Emissoras de rádio
- Rádio Comunitária Visão FM 87,5[45]
- Rádio Bandeirantes FM 91,1[46]
- Rádio Bandeirantes AM 1110[46]
- Transertanejo AM 610

### Transportes

#### Aeroporto
A cidade possui um aeroporto dotado das seguintes características:
- Indicador de localidade (padrão ICAO): SDMJ
- Localização geográfica:22° 24' 36" S 46° 54' 19" O
- Classificação: aeródromo civil público.
- Pistas: duas pistas de terra, cabeceiras 12 e 30, de 1500 metros de comprimento por 30 metros de largura.[nota 3]

## Cultura e lazer

### Cultura
Há dois museus:
- Museu Histórico e Pedagógico Doutor João Teodoro Xavier
- Centro de Memória

Conta com dois centro culturais:
- Centro Cultural Professor Lauro Monteiro de Carvalho e Silva
- Casa da Cultura de Martim Francisco

Bibliotecas:
- Biblioteca Pública Municipal Guilherme de Almeida
- Biblioteca Pública de Mogi Mirim

Grupos de teatro atuantes:
- Cia Imagem Pública
- Vidraça Cia de Teatro
- Cia Usina de Teatro
- Cia de Teatro Vias de Ato

Grupos de Dança atuantes:
- Grupo The Kings Dance (Desde 1999)
- Companhia de Dança Força G

### Pontos de interesse turístico
- Igreja Matriz São José
- Praça Rui Barbosa

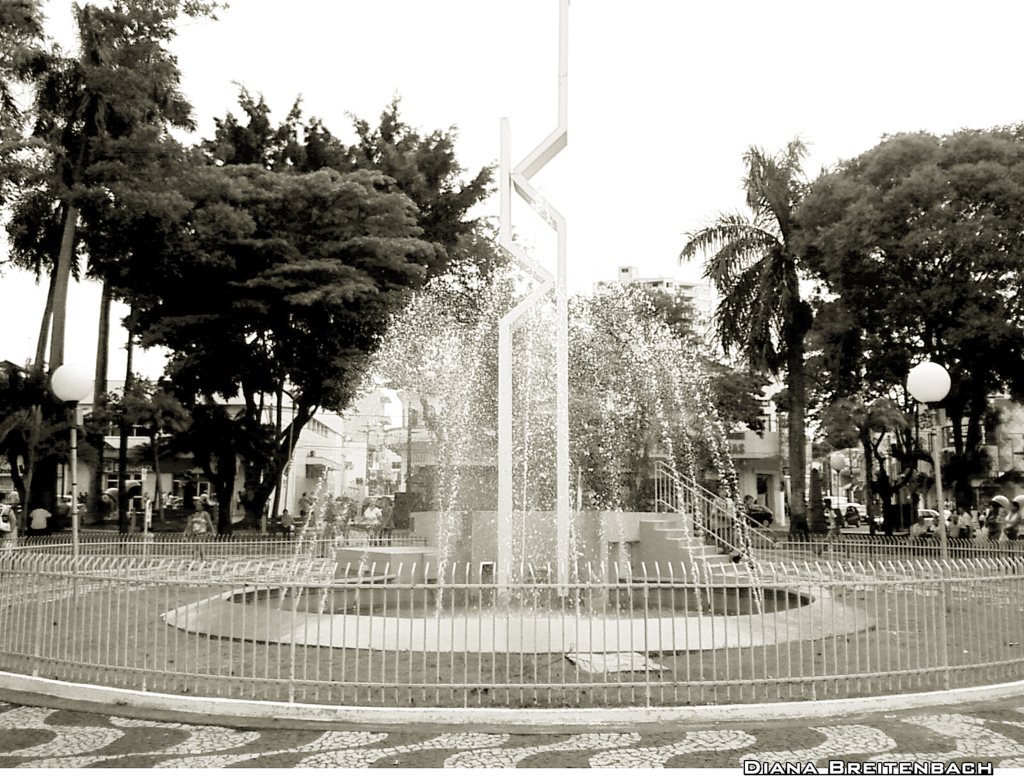
Praça Matriz de São José.

- Praça Floriano Peixoto, também conhecida como Jardim Velho
- Estação Educação, antiga estação ferroviária (totalmente reformada)
- Voçoroca (área de erosão)
- Cachoeira de Cima (barragem)
- Pedreira de Grava
- Complexo do Lavapés, também conhecido como Zerão
- Zoológico Municipal de Mogi Mirim "Luiz Gonzaga Amoêdo Campos"[49]

### Gastronomia
- Polo Gastronômico de Mogi Mirim, com uma variedade de bares e restaurantes

### Esportes
- Mogi Mirim Esporte Clube: atua na 4ª divisão do Campeonato Paulista de Futebol.
- O Estádio Vail Chaves tem capacidade para 19.900 torcedores.[50]

### Feriados municipais
- 19 de março: Dia de São José, padroeiro[51]
- 22 de outubro: aniversário da cidade[51]

## Religião
Religião em Mogi Mirim (2010)
O Censo 2010 contabilizou 86.505 habitantes em Mogi Mirim, sendo que 57.203 declararam-se católicos, 18.464 protestantes e 2.086 espíritas. O restante da população pertence a outros credos religiosos, ou não tem nenhuma filiação.
O Cristianismo se faz presente na cidade da seguinte forma:

### Igreja Católica
O município pertence à Diocese de Amparo, sendo que a igreja principal é a Matriz de São José. O município possui atualmente 7 paróquias. Pode-se encontrar a lista dessas paróquias aqui.
O padroeiro de Mogi Mirim é São José, cuja comemoração, no dia 19 de março, é feriado municipal.

### Igrejas Protestantes
O município possui os mais diversos credos protestantes, pentecostais e neopentecostais como:
- Congregação Cristã no Brasil,[57] Igreja do Evangelho Quadrangular,[58] Igreja Apostólica Renascer em Cristo, Igreja Presbiteriana Independente do Brasil,[59] Igreja Metodista, Igreja Batista,[60] Assembleia de Deus,[61][62] igrejas adventistas, Igreja Universal do Reino de Deus, Igreja de Cristo Pentecostal no Brasil, Igreja Internacional da Graça de Deus, Igreja Mundial do Poder de Deus, e diversas outras denominações com grande crescimento nas últimas décadas.